# 新海誠
新海 誠（しんかい まこと、本名：新津 誠〈にいつ まこと〉、1973年〈昭和48年〉2月9日 - ）は、日本のアニメーション監督、アニメーター、脚本家、小説家。コミックス・ウェーブ・フィルム所属。長野県南佐久郡小海町出身。中央大学文学部卒業。
妻は女優の三坂知絵子、娘は子役の新津ちせ。

## 来歴

### 生い立ち
長野県南佐久郡小海町に出生。実家は1909年創業の建設会社（ゼネコン）を代々営む新津組。1947年に株式会社として設立されたのち、3代目にあたる父親が代表取締役社長に就任し、年商70億円ほどの規模に成長させた。新海の父いわく、当初は家業を継がせるつもりであった。また、新海の母も絵を描いており、県の美術展に入選することもあったという。
本を読むのが好きだった母親の書棚から影響を受け、子供の時からSFや宇宙関係のものが好きであった。学研の『宇宙のひみつ』や『月世界旅行』、『失われた世界』、『ホーキング、宇宙を語る』、アーサー・C・クラーク、アイザック・アシモフ等が愛読書だったほか、当時まだ珍しかったパソコンを買い与えられ遊んでいた。
部活動では、小学校時代はスピードスケート部に所属し、早朝から松原湖で練習に励んでいたという。中学では男子バレーボール部部長を務めた。高校では弓道部に所属。大学在学中は童話サークルに所属して絵本の制作活動をした。特別何かに秀でた存在ではなかったが、学級委員や生徒会といった役を押し付けられるタイプだったという。
片道40分かけて小海線で通った長野県野沢北高等学校を1991年に卒業したあと上京し、埼玉県のJR武蔵浦和駅近くに居住した。

### ゲーム会社時代、『彼女と彼女の猫』
大学在学中に、アルバイトとして立川市のゲーム会社、日本ファルコムで働き始める。1996年に中央大学文学部文学科国文学専攻を卒業後は、4代目として家業を継ぐための修業として、父親の紹介を受けた都内の住宅メーカーに勤める予定だったが断り、アルバイト先の日本ファルコムに正式に入社。
ゲーム開発部門への配属を希望したが叶わず、創業者・加藤正幸会長直轄のチームで、ロールプレイングゲームのパッケージ制作を担当し、キャッチコピーやパッケージビジュアルの作成、画像の選定などの業務を行った。同社のパソコンゲーム『英雄伝説 ガガーブトリロジー』『イースIIエターナル』などのオープニングムービーを制作する。
その傍らで業務のためにパソコンで本格的に絵を描くようになったことがきっかけとなり自主制作アニメーションを制作するようになる。1998年に『遠い世界』でeAT'98にて特別賞を、2000年に『彼女と彼女の猫』でプロジェクトチームDoGA主催の第12回CGアニメコンテストでグランプリを獲得した。
会社員時代は、夜中に帰宅したあと午前3時頃までアニメーション制作を行い、6時に起床し出社するというような生活を送っていたが、2001年初夏の頃に5年間勤めた日本ファルコムを退社。退社したひとつの理由として、「日本ファルコムで作っていた映像がファンタジー世界であり、自分が暮らしている世界はそれとは全く別。自分の生活に密接したものを表現したかったから」と述べている。その際加藤とは喧嘩別れとなり、本名の新津 誠から新海 誠へと改名したのも加藤から名前を隠すためだったことを、加藤への弔辞の際に明かしている。

### クリエイター時代
日本ファルコム退社直後にコミックス・ウェーブ系のアダルトゲームブランド・minoriから依頼を受け、同ブランドのデビュー作『BITTERSWEET FOOLS』のオープニングアニメーションを制作。以降、2008年までminori制作のゲーム5作品でオープニングアニメーションを担当した。2002年9月にサブカルチャー誌『新現実』創刊号に短編漫画作品「塔のむこう」を掲載した。2003年、NHK『みんなのうた』でオンエアされた「笑顔」（歌：岩崎宏美）のアニメーションを担当した。

### 『ほしのこえ』
2002年、約25分のフルデジタルアニメーションの短編『ほしのこえ』を発表、小規模の劇場公開とDVDリリースで商業作品デビューを果たす。制作に集中するため会社を辞めて約8ヵ月間部屋にこもりながら、 監督・脚本・演出・作画・美術・3DCG・撮影・編集・声の出演とほとんどの作業を1人でこなし、自宅のパソコンを使って作り上げた。この「1人で作った」という制作手法が大きな話題を呼び、新海の名が世に知られるきっかけになった。また、その制作姿勢が内省的なテーマの探求に対して最適なアプローチだったことで、多くの人々に作品が届いたとされている。
映画としては下北沢トリウッドでのみ上映される単館上映作品だったが、ネット上の口コミによって話題を呼び、DVDは6万本以上の売り上げを記録した。
同作品は第1回新世紀東京国際アニメフェア21公募部門で優秀賞を受賞。他にも、第7回アニメーション神戸 作品賞（パッケージ部門）・第6回文化庁メディア芸術祭 特別賞・第34回星雲賞 メディア部門・第8回AMD Award BestDirector賞など多数の賞を受賞した。

### 『雲のむこう、約束の場所』
2004年、初の長編作品となる『雲のむこう、約束の場所』を発表。この作品では1人ですべてを手がけることはなく、インディーズながらスタッフを集めて通常の商業アニメ作品のように制作した。また男女の恋愛に社会性を持った世界設定や専門的な科学知識を盛り込んだ難解な本格SFを織り込んだストーリーということもあって前作ほどの絶賛は浴びなかった。その一方で新鮮さ・挑戦心を評価され、第59回毎日映画コンクールアニメーション映画賞を、宮崎駿監督の『ハウルの動く城』、押井守監督の『イノセンス』などを抑えて受賞した。このほか、カナダファンタジア映画祭 アニメーション映画部門銀賞、第36回 星雲賞 アート部門、韓国SICAF2005 長編映画部門優秀賞を受賞した。

### 『秒速5センチメートル』
2007年、短編3本の連作からなるオムニバス映画『秒速5センチメートル』を発表。心機一転、スタッフ数を絞って挑んだこの作品では、SF要素を取り入れた過去2作とは対照的に、「閉じた人間関係」をテーマに日常的な風景の描写に努めた。新海は、登場人物たちを美しい風景の中に置くことで「あなたも美しさの一部です」と肯定することにより誰かが励まされるのではないかと思っていたが、「ひたすら悲しかった」「ショックで座席を立てなかった」という感想が多く、その反省から第3話のラストを補完するかたちで初めての小説作品となる『小説・秒速5センチメートル』（メディアファクトリー、2007年11月刊）を書いた。
劇場公開後、単館上映でありながら半年に及ぶロングランを記録。アジア太平洋映画祭最優秀アニメーション映画賞、イタリアのフューチャーフィルム映画祭で最高賞にあたる「ランチア・プラチナグランプリ」を受賞した。

### ワークショップ
2008年1月中旬から2月中旬にかけて、ヨルダン（アンマン）、カタール（ドーハ）、シリア（ダマスカス）にて、現地のクリエイターを対象としたデジタルアニメーション制作のワークショップを行った。ワークショップ終了後は1年ほどロンドンに滞在、2009年4月日本に帰国した。2012年にはこの中東でのワークショップ開催により、「世界で活躍し『日本』を発信する日本人プロジェクト」で選出され、内閣府国家戦略室の担当大臣古川元久から感謝状を贈られた。

### 『星を追う子ども』
2011年、長編映画『星を追う子ども』を発表。それまでの作品とはかなり異なる作風であり、スタジオジブリ作品を思わせる造形のキャラクターによる冒険アクションファンタジーということで、メジャー挑戦のための勝負作だと見られたが、新海の「作家性」との齟齬も多く指摘された。新海自身も、「今回の『星を追う子ども』ではジブリ作品を連想させる部分が確かにあると思うのですが、それはある程度自覚的にやっているという部分もあります」と述べている。また、「日本のアニメの伝統的な作り方で完成させてみる」ことを個人的な目標とし、各作業を通常のアニメ同様、専門のスタッフに任せたという。しかし、これまでの作風との隔たりから、ファンからは賛否の分かれる形となり、ショックを受けた新海は当時熱を出して寝込んでしまうほどだった。ただ絵や話を作るだけでなく、プロデュースやマッチングの大切さを痛感したという。これ以降、アニメーション監督としてやっていくことを決意する。
新海作品としては初めて製作委員会方式をとり、公開劇場も増やしたが、映画興行的には失敗。新海の劇場公開映画としては唯一の赤字作品となっている。
- 第八回中国国際動漫節「金猴賞」優秀賞 受賞
- 第34回アヌシー国際アニメーション映画祭 長編コンペティション部門ラインナップ選出。

### 『言の葉の庭』
2013年、『言の葉の庭』を劇場公開。46分の中編で、公開と同時にDVDとブルーレイの販売が上映館で行われる特殊な興行形態という監督の立ち位置としては半歩後退したような作品だった。しかし、作品自体の良さもあり、最終的に1億5000万円の興行収入を得て、次作『君の名は。』の制作へと繋がった。
全国23館で料金は1000円均一ながら、公開3日間で興収3000万円というヒットを記録。CCOOの調査によると公開週のTwitterつぶやき数ランキングでは2位と大差をつけて1位になった。以降、評判が広まり2007年の『秒速5センチメートル』の観客動員数を10日間で突破し、2011年の『星を追う子ども』の動員数も14日間で更新した。劇場上映は当初3週間の期間限定の予定だったが、多くの劇場で上映延長が決定。7月の中旬から全国16館でセカンド興行も行われた。9月30日をもって劇場公開が終了し、累計12万人以上を動員した。最終興収は推定1億5000万円。
- カナダ・モントリオール ファンタジア国際映画祭 今敏賞 / 劇場アニメーション部門 観客賞 受賞
- 第18回アニメーション神戸賞 作品賞・劇場部門 受賞
- iTunes Store 「iTunes Best of 2013“今年のベストアニメーション”」 選出
- ドイツ シュトゥットガルト国際アニメーション映画祭「ITFS」長編映画部門 最優秀賞 受賞

### 『君の名は。』
2016年、『君の名は。』を発表。東宝系で全国公開されたこの映画は、日本映画で2番目の興行収入（当時）を稼ぎ出し、新海を国民的アニメ監督のポジションに押し上げた。プロデューサーを務めた東宝の川村元気は本作を「新海監督の『ベスト盤』」と呼び、それまでの新海作品の「美麗な風景に託した思春期の純真な心情」「音楽とリズミカルな映像変化のマッチング」「日本古来の伝統美とファンタジーの融合」などの全ての要素を注入した作品という前提で制作された。スタッフの布陣も、キャラクターデザインにTVアニメ『とらドラ!』『あの日見た花の名前を僕達はまだ知らない。』で知られる田中将賀、作画に『もののけ姫』『千と千尋の神隠し』の作画監督を務めた安藤雅司を配し、主題歌・挿入歌にはRADWIMPSが起用されるなど、エンターテインメント性が強化されている。
8月26日の公開から28日間で動員774万人、日本のアニメーション監督としては宮崎駿に続いて2人目となる興行収入100億円の大台を突破した。2016年11月27日までの94日間で興行収入194億円超えを記録。最終興行収入は250.3億円にまで上り、日本映画としては歴代3位、日本国内で公開された映画としては歴代5位の記録を打ち立てた。中国やタイなどのアジア圏、ヨーロッパ圏においても大人気の映画となった。また、原作本として自身が執筆した『小説 君の名は。』も、文庫の週間売上ランキングで8週間1位をキープしたまま100.9万部を突破し、ミリオンを達成、角川文庫の「カドフェス杯2016」総合第1位に選出された。
- 第49回シッチェス・カタロニア国際映画祭 アニメ作品部門 最優秀長編作品賞 受賞
- 第60回BFIロンドン映画祭 Official Competition ノミネート
- 第18回プチョン国際アニメーション映画祭 長編コンペティション部門 優秀賞・観客賞 受賞
- ニュータイプアニメアワード 2015 - 2016 作品賞（劇場上映部門）1位
- 第42回ロサンゼルス映画批評家協会 長編アニメーション賞 受賞
- 第29回日刊スポーツ映画大賞・石原裕次郎賞 監督賞[51]
- VFX-JAPANアワード2017 劇場公開アニメーション映画部門最優秀賞[52]
- イタリア、トリノにて行われた『カートゥーンズ・オン・ザ・ベイ プルチネルラ賞2017』にて監督賞・脚本賞、コミックスウェーブフィルムがスタジオオブザイヤーを受賞[53]。
- アメリカ合衆国の雑誌『バラエティ』は、2016年に新海を「注目すべきアニメーター10人」のうちの1人に挙げている[54]。

### 『天気の子』
2019年7月19日に『天気の子』が公開。前作『君の名は。』から3年ぶりとなる、7作目の劇場用アニメーション映画。公開から3週連続興行収入1位を獲得した。公開から34日目で動員751万人、前作『君の名は。』に続いて興行収入100億円の大台を突破した。8月26日には、アニメ作品として1998年度の『もののけ姫』（宮崎駿監督）以来となる第92回米国アカデミー賞国際長編映画賞部門（旧外国語映画賞）日本代表の出品作品に決定した。最終興行収入は142.3億円となった。また、原作本として自身が執筆した『小説 天気の子』も、相次ぐ重版で65万部を突破し、年間ベストセラー文庫本の1位となった。
- 第13回アジア太平洋映画賞 最優秀アニメーション賞 受賞[60]
- 第44回報知映画賞 アニメ作品賞 受賞[61]
- 第43回日本アカデミー賞 最優秀アニメーション作品賞 受賞[62]

### 『すずめの戸締まり』
2022年11月11日に『すずめの戸締まり』が公開。前作『天気の子』から3年ぶりとなる、8作目の劇場用アニメーション映画。公開から3週連続1位を記録。公開から45日目で動員745万人、『君の名は。』『天気の子』に続いて興行収入100億円を突破。公開87日で観客動員数1000万人突破。自身が執筆した『小説 すずめの戸締まり』は2022年8月24日に発売された。最終興行収入は歴代興収14位の147.9億円となった。
- 第73回芸術選奨文部科学大臣賞[64][65]
- VFX-JAPANアワード2023 劇場公開アニメーション映画部門最優秀賞[66]

## 作風

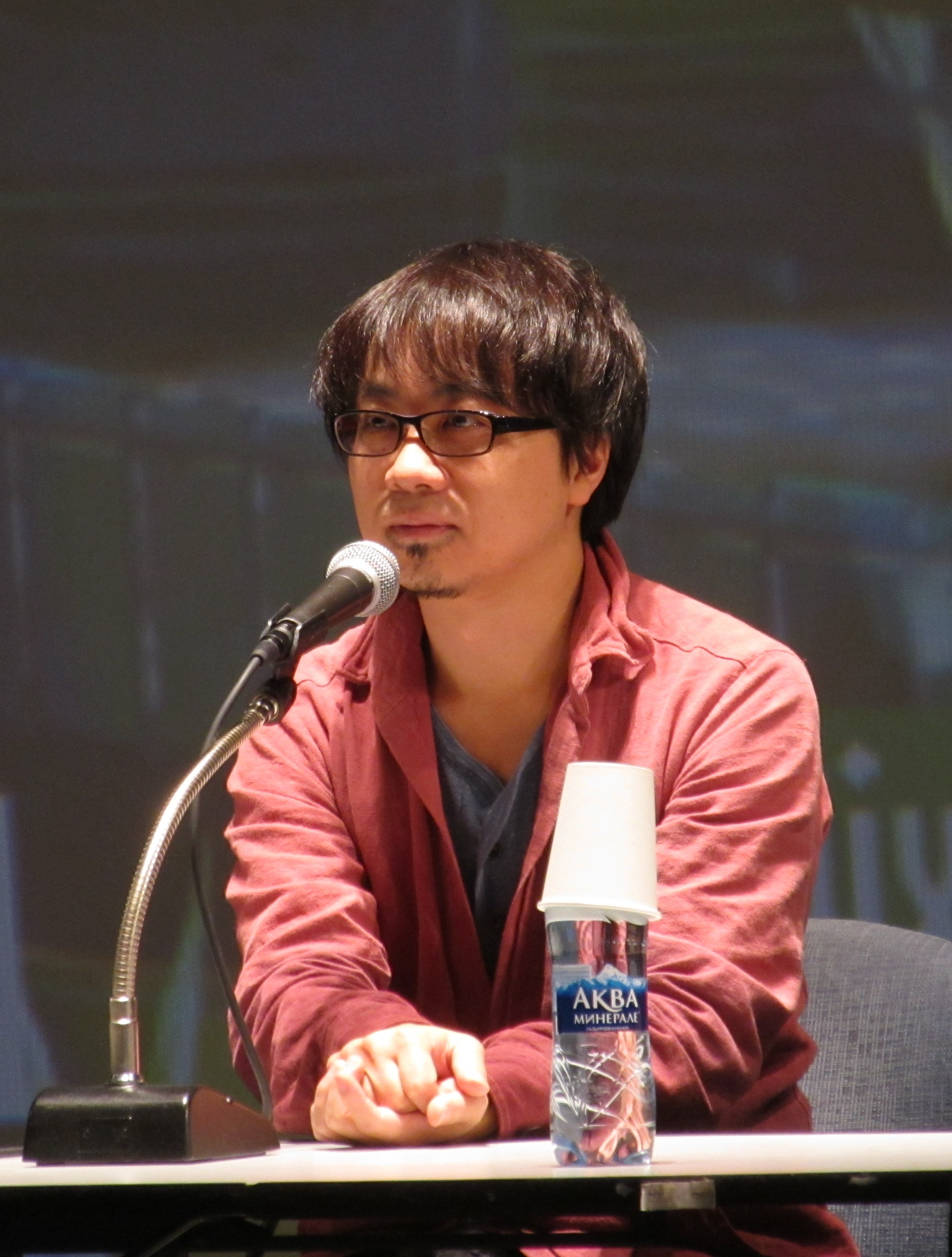
モスクワにて（2013年）

- 圧倒的な映像美と繊細な心理描写で知られる監督[67]。キャラクター同士が感情を伝える表現にセリフのやり取りや行動による作劇ではなく、推移していく空と雲などの風景や光、詩的に感情を吐露するモノローグ、そして劇中流れ続ける音楽を用いて作品をまとめ上げる[23]。
- 最新のデジタル技術を駆使して生み出す、突き抜けるような青空や満天の星空、美しい日本の山間部の自然、実在する建物や看板などを含めた大都会など、緻密な風景描写が特徴[68][69]。その実写以上に美しく切り取られた風景描写が新海作品の魅力のひとつと評されることが多い[70]。
- もう一つの特徴である光の表現は、子どもの頃にCGを見た時に光源と物体、反射光の関係に驚き、それについて深く考えるようになったことで生まれた[69]。その経験から、光源の設定やデジタルフィルタによる様々なエフェクトや効果の追加、被写界深度の調整など様々なことができるデジタル撮影の特性を生かして作家性を確立した[71]。
- 新海作品では作品ごとに実在する場所をモデルとして使用し、それは日本全国に点在している[70]。アニメファンはアニメの舞台となった土地を「聖地」と呼び、その場所を特定して訪れることを「聖地巡礼」というが、その「聖地巡礼」ブームに火をつけた決定的作品は2016年公開の『君の名は。』だったのではないかと評されている[72][73]。「聖地巡礼」と呼ばれる観光スタイルは、観光収入の増加など舞台となった土地に経済効果をもたらすが、一方で観光客の私有地への侵入やゴミのポイ捨て、器物破損などの迷惑行為が問題にもなっている[74][75]。このように現在のアニメーションは実在する場所の風景と呼応し、現実世界のありように強い影響を与える表現となっているが、新海はそのことに最も自覚的なアニメ作家の一人である[76]。
- アニメーションとしては珍しく、新海作品にはキャラクターの靴や服などに、実在するブランドの商品やロゴが登場する[77][78]。これはプロダクトプレイスメント[注 3]による作中に登場した企業やその製品の宣伝効果を狙ったものではなく、現代の日本をリアルに切り取る作品世界の表現として、現実の商品をなるべくそのまま使っている[77][78]。
- デビュー作以来、「関係性が定まる前に相手を失う」という形で描かれる喪失感というモチーフを繰り返し用いている[79]。新海は得意な制作手法であればためらうことなく繰り返してみる場合もあると話している[69]。
- 星野之宣や五十嵐大介にも影響を受けた日本の風土や民俗学とグレッグ・イーガンやアーサー・C・クラークなどのSF的要素がミックスされた「SF民俗伝奇物」のような物語とボーイ・ミーツ・ガールのドラマを組み合わせた作品が多い[80][81][82]。
- 『星を追う子ども』は古事記、『言の葉の庭』は万葉集、『君の名は。』は小野小町の和歌と、日本の古典の要素を取り入れることが多い[69]。
- 映画の設計図といえる絵コンテは紙に鉛筆で描くのが一般的だが、新海はパソコンで描く。さらに自らセリフを声に出して吹き込んで絵コンテならぬ動画（ビデオ）コンテとして仕上げる。その後、それをもとに、スタッフたちがキャラクターや背景などを分業で描く[69]。
- 技術面での新海の作家性は、撮影（デジタル・コンポジット）へのこだわりに表れる。デビューから一貫して自身の作品の撮影監督を務め、本人もそのこだわりを認めている[83]。色と光のコントロールを撮影セクションで行うことで自身の映像の個性を際立たせている[83]。新海映画の代名詞の一つである雨の描写も撮影エフェクトに負う点が大きい[83]。雨に関する表現は作画チームではなく撮影チームで行っている[83]。しかし、CGのような物理シミュレーションからの技術ありきのアプローチではなく、セルアニメーションの延長線上で表現しようとした[84]。
- 『君の名は。』までは撮影にクレジットされていたが、プロダクションの規模が拡大して監督の作業量が増えた『天気の子』で初めて撮影のクレジットから外れた[83][注 4]。
- 『天気の子』からは、自身はディレクションに徹してスタッフの個性を活かす志向を強めた[85]。それまで同様、動画コンテは作られたものの、自らのイメージを押し通すのではなく、コンテを叩き台にして出来るだけ周囲の意見を聴いてアイデアを取り入れていく方針をとった[85]。
- NHKの対談番組である『SWITCHインタビュー』にて脚本家の坂元裕二と対談した際に坂元から「新海監督は1作ごとに以前の作品を書き直すかのように違うことをしながら、制作と向き合っている」と評されており、新海自身も「前作の反省を生かしてそれを繰り返す」ことをどの作品においても意識していると話している。また、坂元は『天気の子』について、「自己犠牲を否定して世界を壊す行為」を本作が公開された2019年に向けて新海が描いたことを賞賛しており、それを受けた新海は「（『天気の子』の前作である）『君の名は。』が嫌いな人にもっと嫌われるようなものを作ろうとしました。嫌うということは何か動かされたということだから、もっと動かさないといけないんじゃないかと感じたんです」と制作当時を振り返り、「今ならもっと上手く描けたのではという思いがあります。あるいは、坂元さんが書いたとしたらもっといいものになる予感がします」と話している[86]。
- 「映画監督になりたい」と思ったことはない[22]。アニメの制作動機としてはまず"技術"があり、パソコンがなければ映画は作っていなかったという[87]。「自分は絵を描く人間ではないという感覚がずっとある」と言い、自身を「絵というよりも『言葉』『音』の人間」と自己分析している[69]。動画コンテも「セリフを読み上げ、そのリズムに絵をはめていく感覚」で作る[69]。
- 全作品を通して「新海ワールド」[88][89]とも称される風景描写の緻密さ・美しさが特筆される。これについて本人は、「思春期の困難な時期に、風景の美しさに自分自身を救われ、励まされてきたので、そういう感覚を映画に込められたら、という気持ちはずっと一貫して持っている」といった旨の発言をしている[90]。
- オリジナル映像作品のほぼすべてに英語のサブタイトルを付しており、比較的少年と少女の恋愛をテーマにした作品が多いとされている。代表作とされる『ほしのこえ』『雲のむこう、約束の場所』『秒速5センチメートル』の3作は、いずれも主人公の2人の心の距離と、その近づく・遠ざかる速さをテーマとしたものである[91]。
- その作風や世界観に惹かれ、新海作品への出演を熱望する演者も多い。これまで主演を演じた入野自由、花澤香菜、神木隆之介などはいずれも新海作品のファンであることを公言している[42]。
- 複数の作品にまたがって起用されるキャストが多い。以下はその例。
  - 井上優（『秒速5センチメートル』『言の葉の庭』『君の名は。』）
  - 入野自由（『星を追う子ども』『言の葉の庭』）
  - 神木隆之介（『君の名は。』『天気の子』『すずめの戸締まり』）
  - 上白石萌音（『君の名は。』『天気の子』）
  - 谷花音（『君の名は。』『天気の子』）
  - 寺崎裕香（『秒速5センチメートル』『猫の集会』『星を追う子ども』『言の葉の庭』『君の名は。』）
  - 成田凌（『君の名は。』『天気の子』）
  - 花澤香菜（『言の葉の庭』『君の名は。』『天気の子』『すずめの戸締まり』）
  - 花村怜美（『秒速5センチメートル』『だれかのまなざし』）
  - 平野文（『言の葉の庭』『だれかのまなざし』）
  - 前田剛（『雲のむこう、約束の場所』『猫の集会』『星を追う子ども』『言の葉の庭』）
  - 水野理紗（『雲のむこう、約束の場所』『秒速5センチメートル』『星を追う子ども』『言の葉の庭』）
  - 悠木碧（『君の名は。』『天気の子』）
- 音響監督には、山田陽を起用することが多い。
- 作品の舞台として新宿を採り上げるのが多いことについて、新海は1992年頃に上京して最初に行った街が新宿であり、当時は東京都新都庁舎が完成したばかりで、当地を舞台としたアニメ『シティーハンター』が放映されていて勢いがあり、憧れがあったことを理由として挙げている[92]。

## 人物
- 猫が好き。『雲のむこう、約束の場所』の制作中に保護した猫には、当該作品のヒロイン「佐由理」の名前から「サユリ」と名付けた。『すずめの戸締まり』制作中の2021年4月に保護猫2匹を迎え、ヒロイン「鈴芽」とその母「椿芽」の名前から「すずめ」「つばめ」と名付けた[93]。
- 新宿近辺の景色が気に入っており[94]、『雲のむこう、約束の場所』『秒速5センチメートル』『君の名は。』『天気の子』などの作品で何度も描いている。
- 孤独感を描いた作風とは対照的に本人はサービス精神が旺盛な性格で、海外の舞台挨拶などで観客の心を掴むのが上手いと評価されている[95]。氷川竜介は、新海の学生時代の留学経験もその理由の一つなのではないかと分析している[95]。長年新海に連れ添っているプロデューサーの川口典孝も、新海は「自己満足なことを絶対にやらないし、本当にお客さんのことを考えている」と話す[95]。
- 松たか子の『明日、春が来たら』を好きな楽曲に挙げている。映画全体のコンセプトと選曲の親和性を優先したため結果的に叶わなかったが、『秒速5センチメートル』を制作する際に『明日、春が来たら』が映画内に流れる構想も当初監督の中に存在していた[96]。
- 好きなアニメに『とらドラ!』を挙げていて、釘宮理恵を好きな声優の1人に挙げているほか『Cut』2013年7月号で長井龍雪（監督）と対談したことがある[97]。また、CM「クロスロード」および映画『君の名は。』『天気の子』では田中将賀（作画監督）とタッグを組んで制作した。
- 村上春樹に強い影響を受けていると公言している。特に『世界の終りとハードボイルド・ワンダーランド』を思い入れのある作品として挙げている。アイザック・アシモフ 、ロバート・A・ハインライン、アーサー・C・クラーク 、コニー・ウィリスなどの古典SFのファン[98]で、初期作品ではオマージュとして影響が強く現れている。学生時代は宮沢賢治を研究対象としていたが、あまり興味が持てず惹かれなかったという。
- 最も影響を受けたアニメ監督としては、宮崎駿を挙げている[99]。小学生の時には『風の谷のナウシカ』の漫画の絵に衝撃を受け、そこから絵を描くことが好きになったのだという[100]。
- スタジオジブリ作品には敬意を表しており、「僕が中学一年生のころに、宮崎駿監督の『天空の城ラピュタ』を映画館で見たときの衝撃がすごく大きくて、今でも強く覚えています。」「『ラピュタ』を見て、雲ってなんてきれいなんだろうと思ったんです。『ラピュタ』の背景美術を通じて、雲の美しさを突きつけられました。『ラピュタ』を見たあとに現実の空を見たら、こんなに複雑で美しいものだったんだと、作品を通じて教えられたような感覚がありました。」と語った[101]。
- 「ポスト宮崎駿」の候補の1人として名前が挙がることについて聞かれると「宮崎駿さんの名前と並べていただくのは過大評価です。」と自身を分析し、「宮崎監督のようにはなれません。後にも先にもあの人しかできない。昨日も『紅の豚』を見ながら、そう感じました。」と明かし、「ただ、アニメーション監督を仕事に選んでしまった以上は作り続けていくしかないので、違うものを目指すしかないとだんだん思うようになってきました。宮崎さんの作品は、お手本なんですが、やっぱり違う方向じゃなければいけない。彼のような偉大な人には、同じ方向だったら追いつけないと思います。」と語った[102][103]。
- 2018年6月25日、アカデミー賞を主催している映画芸術科学アカデミーは、新海をアカデミー会員に招待した[104]。

## 作品

### アニメ映画
英語部分は英題ではなく、日本語版タイトルロゴに付されているサブタイトル。第1作『ほしのこえ』は大部分を新海1人で制作した自主制作。第2作『雲のむこう、約束の場所』以降はコミックス・ウェーブ・フィルム制作となり、次第に他のスタッフへ任せる部分が増えてきているが、制作の最初の脚本・絵コンテ（ビデオコンテ）と最後の編集作業は一貫して新海が1人で行っている。
ほしのこえ The voices of a distant star
2002年2月2日公開。上映時間25分。自主制作。オリジナル版では新海本人が声の出演をしている。英題 : Voices of a Distant Star
雲のむこう、約束の場所 The place promised in our early days
2004年11月20日公開。上映時間91分。原作・脚本・監督・絵コンテ・演出・美術・美術背景・色彩設計・撮影・編集・音響監督・主題歌作詞等を担当。英題 : The place promised in our early day
秒速5センチメートル a chain of short stories about their distance
2007年3月3日公開。上映時間63分。第1話「桜花抄」、第2話、「コスモナウト」、第3話「秒速5センチメートル」からなる3話構成。原作・脚本・監督・絵コンテ・演出・美術監督・美術背景・色彩設計・撮影・編集・音響監督等を担当。英題 : 5 Centimeters Per Second
星を追う子ども Children who Chase Lost Voices from Deep Below
2011年5月7日公開。上映時間116分。原作・脚本・監督・絵コンテ・演出・美術背景・色彩設計・撮影監督・撮影・編集等を担当。英題 : Children Who Chase Lost Voices
言の葉の庭
2013年5月31日公開。上映時間46分。原作・脚本・監督・絵コンテ・演出・美術背景・色彩設計・撮影監督・編集を担当。東宝映像事業部配給。英題 : The Garden of Words
君の名は。 your name.
2016年8月26日公開。上映時間107分。原作・脚本・監督・絵コンテ・撮影・編集を担当。本作から東宝配給となる。日本国内興行収入250.3億円。英題 : Your Name.
天気の子 Weathering With You
2019年7月19日公開。上映時間114分。原作・脚本・監督・絵コンテ・イメージボード・編集を担当。日本国内興行収入141.9億円。英題 : Weathering With You
すずめの戸締まり
2022年11月11日公開。上映時間122分。原作・脚本・監督・絵コンテ・イメージボード・色彩監督・編集を担当。日本国内興行収入149.4億円。英題 : Suzume

### 短編・テレビアニメ
- 囲まれた世界（1998年・自主制作・30秒）1998年の暮れに１週間ほどでつくったオール3DCGアニメーション。
- 遠い世界 OTHER WORLDS（1999年・自主制作・1分28秒）[注 5] - 新海が初めて制作したというアニメ。"Makoto Niitsu" 名義。
- 彼女と彼女の猫 Their standing points（2000年・自主制作・4分46秒）
- 笑顔（2003年・NHK「みんなのうた」歌：岩崎宏美）
- 猫の集会（2007年・NHK「アニ＊クリ15」）
- だれかのまなざし（2013年・野村不動産グループ『プラウドボックス感謝祭』ショートフィルム）

#### ゲームオープニングムービー
いずれもminori作品。
- BITTERSWEET FOOLS（2001年）
- Wind -a breath of heart-（2002年）
  - そよかぜのおくりもの（2002年・制作協力）
- はるのあしおと（2004年）
- ef - the first tale.（2006年）
- ef - the latter tale.（2008年）

#### アニメCM
- 信濃毎日新聞（2007年）[105]
- 大成建設「ボスポラス海峡トンネル」篇[106]（2011年12月）
- 大成建設「スリランカ高速道路」篇（2013年12月）
- Z会「クロスロード」 （2014年2月）
- 大成建設「ベトナム・ノイバイ空港」篇（2014年8月）
- 大成建設「シンガポール」篇（2018年10月）
- 大成建設「ミャンマー」篇（2020年3月）
- サントリーフーズ「サントリー天然水×君の名は。コラボCM」（「三葉の想い」篇、「瀧の想い」篇、「重なる想い」篇（2016年8月）

### ミュージック・ビデオ
- RADWIMPS
  - 「スパークル」(2017年)
  - 「グランドエスケープ feat.三浦透子」(2019年)

### 小説
小説・秒速5センチメートル
単行本（メディアファクトリー、2007年11月刊）ISBN 978-4-8401-2072-2
MF文庫ダ・ヴィンチ（メディアファクトリー、2012年10月刊）ISBN 978-4-8401-4857-3
角川文庫（タイトルは『小説 秒速5センチメートル』、KADOKAWA、2016年2月刊）ISBN 978-4-04-102616-8
新海誠ライブラリー（汐文社、2018年12月刊）ISBN 978-4-8113-2505-7
小説 言の葉の庭
単行本（KADOKAWA、2014年4月刊）ISBN 978-4-04-066399-9
角川文庫（KADOKAWA、2016年2月刊）ISBN 978-4-04-102615-1
新海誠ライブラリー（汐文社、2018年12月刊）ISBN 978-4-8113-2503-3
小説 君の名は。
角川文庫（KADOKAWA、2016年6月刊）ISBN 978-4-04-102622-9
角川つばさ文庫（タイトルは『君の名は。』、KADOKAWA、2016年8月刊、挿絵：ちーこ）ISBN 978-4-04-631641-7
新海誠ライブラリー（汐文社、2018年12月刊）ISBN 978-4-8113-2502-6
小説 天気の子
角川文庫（KADOKAWA、2019年7月刊）ISBN 978-4-04-102640-3
角川つばさ文庫（タイトルは『天気の子』、KADOKAWA、2019年8月刊、挿絵：ちーこ）ISBN 978-4-04-631927-2
小説 すずめの戸締まり
角川文庫（KADOKAWA、2022年8月刊）ISBN 978-4-04-112679-0
角川つばさ文庫（タイトルは『すずめの戸締まり』、KADOKAWA、2022年10月刊、挿絵：ちーこ）ISBN 978-4-04-6321909

### 絵本
- すずめといす（マクドナルド ほんのハッピーセット、2022年11月） - 絵：海島千本[107]

### 漫画
- 塔のむこう（2002年9月『新現実』創刊号に掲載された短編漫画）

### 絵コンテ集
- 『新海誠絵コンテ集1 秒速5センチメートル』KADOKAWA、2017年8月刊、ISBN 978-4-04-105883-1
- 『新海誠絵コンテ集2 君の名は。』KADOKAWA、2017年9月刊、ISBN 978-4-04-105884-8
- 『新海誠絵コンテ集3 雲のむこう、約束の場所』KADOKAWA、2017年12月刊、ISBN 978-4-04-105881-7
- 『新海誠絵コンテ集4 星を追う子ども』KADOKAWA、2018年2月刊、ISBN 978-4-04-105880-0
- 『新海誠絵コンテ集5 言の葉の庭』KADOKAWA、2018年3月刊、ISBN 978-4-04-105882-4
- 『新海誠絵コンテ集6 天気の子』KADOKAWA、2020年5月刊、ISBN 978-4-04-109656-7

### 画集
- 『新海誠美術作品集 空の記憶 〜The sky of the longing for memories〜』（講談社、2008年4月25日第一刷発行）ISBN 978-4-06-364714-3
- 『新海誠アートワークス 星を追う子ども 美術画集』（メディアファクトリー、2012年6月30日初版第一刷発行）ISBN 978-4-8401-3935-9
- 『新海誠Walker 光の輝跡』（KADOKAWA、2016年8月26日第1刷発行）ISBN 978-4-04-895696-3
- 『新海誠監督作品 君の名は。美術画集』（一迅社、2017年8月5日初版発行）ISBN 978-4-7580-1564-6
- 『新海誠監督作品 天気の子 美術画集』（KADOKAWA、2020年5月27日初版発行）ISBN 978-4-04-604698-7
- 『新海誠監督作品 言の葉の庭 美術画集』（一迅社、2021年7月5日初版発行）ISBN 978-4-7580-1709-1

### 作詞
- きみのこえ（『雲のむこう、約束の場所』主題歌）
- クロスロード（『クロスロード』挿入歌）
- 背伸び（森七菜）

### イラスト
小説挿絵
- ほしのこえ（著：大場惑）
- きみを守るためにぼくは夢をみる（著：白倉由美）
- 雲のむこう、約束の場所（著：加納新太）
- 秒速5センチメートル（著：新海誠）
- 彼女と彼女の猫（著：永川成基）

### 日本ファルコム時代に携わったゲーム作品
- 英雄伝説IV 朱紅い雫 PC-9801版（1996年5月・スペシャルサンクス）
- ブランディッシュVT（1996年10月・スペシャルサンクス）
- ロードモナーク オリジナル（1996年12月・アート&グラフィック）
- 新英雄伝説（1997年4月・スペシャルサンクス）
- ソーサリアン・フォーエバー（1997年6月・ドキュメンテーション）
- ヴァンテージ・マスター（1997年12月・ドキュメンテーション）
- イースエターナル（1998年4月・ドキュメンテーション）
- モナークモナーク（1998年10月・アート&グラフィック）
- ブランディッシュ4（1998年12月・ドキュメンテーション）
- 新英雄伝説III 白き魔女 Windows版（1999年4月・アート&グラフィック、パブリシティ）
- 西風の狂詩曲（1999年10月・パブリシティ）
- 英雄伝説V 海の檻歌（1999年12月・オープニンググラフィック、品質管理、パブリシティ）
- イースIIエターナル（2000年7月・アート&グラフィック）
- ソーサリアン・オリジナル（2000年11月・品質管理）
- 英雄伝説IV 朱紅い雫 Windows版（2000年12月・ドキュメンテーション&パブリシティ）
- イース完全版（2001年6月・オープニングムービー、ドキュメンテーション&パブリシティ）
- ツヴァイ!!（2001年12月・アート&グラフィック）

## 展覧会
新海誠展
2012年9月15日 - 11月25日、小海町高原美術館
新海誠展 劇場アニメーション「言の葉の庭」公開記念
2013年5月22日 - 6月9日、タワーレコード渋谷店8階
新海誠展 きみはこの世界の、はんぶん。
2014年6月28日 - 10月19日、大岡信ことば館
新海誠監督作品 「君の名は。」展
2016年10月23日 - 12月25日、小海町高原美術館
2017年1月7日 - 2月19日、飛騨市美術館
2017年3月8日 - 3月20日、松屋銀座8階
新海誠展 「ほしのこえ」から「君の名は。」まで
2017年6月3日 - 8月27日、大岡信ことば館
2017年9月2日 - 10月29日、小海町高原美術館
2017年11月11日 - 12月18日、国立新美術館
2018年1月3日 - 2月25日、札幌芸術の森美術館
2018年3月14日 - 4月2日、阪急うめだ本店
2018年4月14日 - 5月27日、みやざきアートセンター
2018年6月2日 - 7月8日、TFUギャラリーMiniMori
2018年7月21日 - 9月24日、北九州市漫画ミュージアム
2018年10月6日 - 11月2日、金沢21世紀美術館
2018年11月10日 - 12月9日、青森県立美術館
2018年12月18日 - 2019年2月3日、沖縄県立博物館・美術館
2019年2月16日 - 3月3日、ジェイアール名古屋タカシマヤ
新海誠監督作品「天気の子」展
2019年9月25日 - 10月7日、松屋銀座
2019年12月26日 - 2020年1月6日、大丸福岡天神店
2020年1月22日 - 2月3日、岡山天満屋
2020年3月19日 - 4月5日、井上アイシティ21
2021年2月27日 - 5月9日、ラオックス道頓堀店（道頓堀ゼロゲート）
このほか、2020年に阪急うめだ本店と松坂屋名古屋店でも開催予定だったが、新型コロナウイルス感染症の影響で中止となった。
新海誠監督作品「すずめの戸締まり」展
2023年4月19日 - 5月8日、東京・松屋銀座
2023年5月26日 - 6月18日、札幌・サッポロファクトリー3条館
2023年6月22日 - 7月16日、大阪・大丸梅田店
2023年7月20日 - 8月20日、石川・金沢エムザ
2023年9月8日 - 10月1日、福岡・福岡三越
2023年10月7日 - 11月5日、米子・米子天満屋
2023年11月10 - 11月27日、名古屋・名古屋パルコ
2023年12月13日 - 12月26日、浜松・遠鉄百貨店
2024年1月2日 - 2月12日、松本・松本パルコ
2024年3月15日 - 4月7日、盛岡・パルクアベニュー・カワトク

## 受賞歴
| 賞                                             | 年     | 回     | 部門                                        | 作品                                      | 結果       | 出典    |
| ---------------------------------------------- | ------ | ------ | ------------------------------------------- | ----------------------------------------- | ---------- | ------- |
| eAT金沢                                        | 1998年 | -      | 特別賞                                      | 『遠い世界』                              | 受賞       | [ 108 ] |
| CGアニメコンテスト                             | 2000年 | 第12回 | グランプリ                                  | 『彼女と彼女の猫』                        | 受賞       | [ 109 ] |
| 新世紀東京国際アニメフェア21                   | 2002年 | 第1回  | 公募部門優秀賞                              | 『ほしのこえ』                            | 受賞       | [ 3 ]   |
| 東京国際アニメフェア                           | 2003年 | 第2回  | 特別部門 表現技術賞                         | 『雲のむこう、約束の場所』（パイロット版) | 受賞       | [ 110 ] |
| アニメーション神戸作品賞                       | 2002年 | 第7回  | パッケージ部門                              | 『ほしのこえ』                            | 受賞       | [ 111 ] |
| アニメーション神戸賞                           | 2013年 | 第18回 | 作品賞                                      | 『言の葉の庭』                            | 受賞       | [ 112 ] |
| 日本オタク大賞                                 | 2002年 | 第2回  | 「トップをねらえ！」賞                      | 『ほしのこえ』                            | 受賞       | [ 3 ]   |
| 文化庁メディア芸術祭                           | 2002年 | 第6回  | 特別賞                                      | 『ほしのこえ』                            | 受賞       | [ 29 ]  |
| 文化庁メディア芸術祭                           | 2017年 | 第20回 | アニメーション部門 大賞                     | 『君の名は。』                            | 受賞       | [ 113 ] |
| 文化庁メディア芸術祭                           | 2020年 | 第23回 | アニメーション部門 ソーシャル・インパクト賞 | 『天気の子』                              | 受賞       | [ 114 ] |
| AMD Award                                      | 2003年 | 第8回  | BestDirector賞                              | 『ほしのこえ』                            | 受賞       | [ 115 ] |
| AMD Award                                      | 2017年 | 第22回 | 年間コンテンツ賞「優秀賞」                  | 『君の名は。』                            | 受賞       | [ 116 ] |
| デジタルコンテンツグランプリ                   | 2003年 | 第17回 | エンターテイメント部門 映像デザイン賞       | 『ほしのこえ』                            | 受賞       | [ 3 ]   |
| 星雲賞                                         | 2003年 | 第34回 | メディア部門                                | 『ほしのこえ』                            | 受賞       | [ 3 ]   |
| 星雲賞                                         | 2003年 | 第34回 | アート部門                                  | -                                         | 受賞       | [ 3 ]   |
| 星雲賞                                         | 2005年 | 第36回 | アート部門                                  | -                                         | 受賞       | [ 3 ]   |
| ファンタジア国際映画祭                         | 2003年 | 第7回  | アニメーション映画部門銀賞                  | 『雲のむこう、約束の場所』                | 受賞       | [ 3 ]   |
| ファンタジア国際映画祭                         | 2013年 | 第17回 | 今敏賞                                      | 『言の葉の庭』                            | 受賞       | [ 117 ] |
| ファンタジア国際映画祭                         | 2013年 | 第17回 | 観客賞・最優秀劇場アニメーション            | 『言の葉の庭』                            | 受賞       | [ 117 ] |
| 毎日映画コンクール                             | 2005年 | 第59回 | アニメーション映画賞                        | 『雲のむこう、約束の場所』                | 受賞       | [ 118 ] |
| 毎日映画コンクール                             | 2017年 | 第71回 | アニメーション映画賞                        | 『君の名は。』                            | 受賞       | [ 119 ] |
| 毎日映画コンクール                             | 2017年 | 第71回 | TSUTAYA×Filmarks映画ファン賞 日本映画部門   | 『君の名は。』                            | 受賞       | [ 119 ] |
| 毎日映画コンクール                             | 2020年 | 第74回 | アニメーション映画賞・大藤信朗賞            | 『天気の子』                              | ノミネート | [ 120 ] |
| 毎日映画コンクール                             | 2023年 | 第77回 | アニメーション映画賞・大藤信郎賞            | 『すずめの戸締まり』                      | ノミネート | [ 121 ] |
| ソウル国際マンガ・アニメーション映画祭         | 2005年 | 第9回  | 長編映画部門優秀賞                          | 『雲のむこう、約束の場所』                | 受賞       | [ 3 ]   |
| アジア太平洋映画賞                             | 2007年 | 第1回  | 最優秀アニメーション映画賞                  | 『秒速5センチメートル』                   | 受賞       | [ 122 ] |
| アジア太平洋映画賞                             | 2011年 | 第5回  | 最優秀アニメーション映画賞                  | 『星を追う子ども』                        | ノミネート | [ 123 ] |
| アジア太平洋映画賞                             | 2017年 | 第11回 | 最優秀アニメーション映画賞                  | 『君の名は。』                            | ノミネート | [ 124 ] |
| アジア太平洋映画賞                             | 2019年 | 第13回 | 最優秀アニメーション映画賞                  | 『天気の子』                              | 受賞       | [ 125 ] |
| アジア太平洋映画賞                             | 2023年 | 第16回 | 最優秀アニメーション映画賞                  | 『すずめの戸締まり』                      | ノミネート | [ 126 ] |
| フューチャーフィルム映画祭                     | 2008年 | 第10回 | ランチア・プラチナグランプリ                | 『秒速5センチメートル』                   | 受賞       | [ 127 ] |
| アヌシー国際アニメーション映画祭               | 2012年 | 第34回 | 長編コンペティション部門                    | 『星を追う子ども』                        | 出品       | [ 128 ] |
| 中国国際動漫節                                 | 2012年 | 第8回  | 「金猴賞」優秀賞                            | 『星を追う子ども』                        | 受賞       | [ 3 ]   |
| 信毎選賞                                       | 2013年 | 第18回 | -                                           | -                                         | 受賞       | [ 3 ]   |
| iTunes Best of 2013                            | 2013年 | -      | 今年のベストアニメーション                  | 『言の葉の庭』                            | 受賞       | [ 3 ]   |
| シュトゥットガルト国際アニメーション映画祭     | 2014年 | 第21回 | 長編映画部門 最優秀賞                       | 『言の葉の庭』                            | 受賞       | [ 129 ] |
| BFIロンドン映画祭                              | 2016年 | 第60回 | 公式コンペティション部門                    | 『君の名は。』                            | 出品       | [ 130 ] |
| シッチェス・カタロニア国際映画祭               | 2016年 | 第49回 | アニメーション部門・最優秀長編作品賞        | 『君の名は。』                            | 受賞       | [ 3 ]   |
| 富川国際アニメーション映画祭                   | 2016年 | 第18回 | 長編コンペティション部門 優秀賞             | 『君の名は。』                            | 受賞       | [ 131 ] |
| 富川国際アニメーション映画祭                   | 2016年 | 第18回 | 長編コンペティション部門 観客賞             | 『君の名は。』                            | 受賞       | [ 131 ] |
| スコットランド・ラブズ・アニメーション         | 2016年 | 第7回  | 審査員賞                                    | 『君の名は。』                            | 受賞       | [ 3 ]   |
| スコットランド・ラブズ・アニメーション         | 2016年 | 第7回  | 観客賞                                      | 『君の名は。』                            | 受賞       | [ 3 ]   |
| スコットランド・ラブズ・アニメーション         | 2019年 | 第10回 | 観客賞                                      | 『天気の子』                              | 受賞       | [ 3 ]   |
| ASIAGRAPH                                      | 2016年 | 第10回 | 創賞                                        | -                                         | 受賞       | [ 3 ]   |
| 東京国際映画祭                                 | 2016年 | 第29回 | ARIGATŌ（ありがとう）賞                     | -                                         | 受賞       | [ 132 ] |
| ヒットメーカー・オブ・ザ・イヤー               | 2016年 | -      | グランプリ                                  | -                                         | 受賞       | [ 3 ]   |
| 山路ふみ子映画賞                               | 2016年 | 第33回 | 山路ふみ子文化賞                            | -                                         | 受賞       | [ 133 ] |
| ゴールデングロス賞                             | 2016年 | 第34回 | 日本映画部門 最優秀・金賞                   | 『君の名は。』                            | 受賞       | [ 134 ] |
| ゴールデングロス賞                             | 2016年 | 第34回 | 全興連ビックリ賞                            | 『君の名は。』                            | 受賞       | [ 134 ] |
| ゴールデングロス賞                             | 2019年 | 第37回 | 日本映画部門 最優秀・金賞                   | 『天気の子』                              | 受賞       | [ 135 ] |
| ゴールデングロス賞                             | 2023年 | 第41回 | 日本映画部門 優秀・銀賞                     | 『すずめの戸締まり』                      | 受賞       | [ 136 ] |
| ロサンゼルス映画批評家協会賞                   | 2016年 | 第42回 | アニメ映画賞                                | 『君の名は。』                            | 受賞       | [ 137 ] |
| 菊島隆三賞                                     | 2016年 | 第19回 | -                                           | 『君の名は。』                            | ノミネート | [ 138 ] |
| 報知映画賞                                     | 2016年 | 第41回 | 作品賞・邦画                                | 『君の名は。』                            | ノミネート | [ 139 ] |
| 報知映画賞                                     | 2016年 | 第41回 | 監督賞                                      | 『君の名は。』                            | ノミネート | [ 139 ] |
| 報知映画賞                                     | 2016年 | 第41回 | 特別賞                                      | 『君の名は。』                            | 受賞       | [ 140 ] |
| 報知映画賞                                     | 2019年 | 第44回 | アニメ作品賞                                | 『天気の子』                              | 受賞       | [ 140 ] |
| 報知映画賞                                     | 2019年 | 第44回 | 監督賞                                      | 『天気の子』                              | ノミネート | [ 141 ] |
| 報知映画賞                                     | 2022年 | 第47回 | アニメ作品賞                                | 『すずめの戸締まり』                      | ノミネート | [ 142 ] |
| 日刊スポーツ映画大賞・石原裕次郎賞             | 2016年 | 第29回 | 監督賞                                      | 『君の名は。』                            | 受賞       | [ 143 ] |
| 日刊スポーツ映画大賞・石原裕次郎賞             | 2016年 | 第29回 | 作品賞                                      | 『君の名は。』                            | ノミネート | [ 144 ] |
| 日刊スポーツ映画大賞・石原裕次郎賞             | 2016年 | 第29回 | 石原裕次郎賞                                | 『君の名は。』                            | ノミネート | [ 144 ] |
| アジア・フィルム・アワード                     | 2017年 | 第11回 | 脚本賞                                      | 『君の名は。』                            | ノミネート | [ 145 ] |
| アニー賞                                       | 2016年 | 第44回 | 長編インディペンデント作品賞                | 『君の名は。』                            | ノミネート | [ 146 ] |
| アニー賞                                       | 2016年 | 第44回 | 長編作品監督賞                              | 『君の名は。』                            | ノミネート | [ 146 ] |
| アニー賞                                       | 2019年 | 第47回 | 長編インディペンデント作品賞                | 『天気の子』                              | ノミネート | [ 147 ] |
| アニー賞                                       | 2019年 | 第47回 | 長編作品監督賞                              | 『天気の子』                              | ノミネート | [ 147 ] |
| アニー賞                                       | 2019年 | 第47回 | 長編作品脚本賞                              | 『天気の子』                              | ノミネート | [ 147 ] |
| アニー賞                                       | 2024年 | 第51回 | 長編作品賞                                  | 『すずめの戸締まり』                      | ノミネート | [ 148 ] |
| アニー賞                                       | 2024年 | 第51回 | 長編作品ストーリーボード賞                  | 『すずめの戸締まり』                      | ノミネート | [ 148 ] |
| アニー賞                                       | 2024年 | 第51回 | 長編作品脚本賞                              | 『すずめの戸締まり』                      | ノミネート | [ 148 ] |
| ブルーリボン賞                                 | 2017年 | 第59回 | 作品賞                                      | 『君の名は。』                            | ノミネート | [ 149 ] |
| ブルーリボン賞                                 | 2017年 | 第59回 | 監督賞                                      | 『君の名は。』                            | ノミネート | [ 149 ] |
| ブルーリボン賞                                 | 2017年 | 第59回 | 特別賞                                      | 『君の名は。』                            | 受賞       | [ 3 ]   |
| ブルーリボン賞                                 | 2020年 | 第62回 | 作品賞                                      | 『天気の子』                              | ノミネート | [ 150 ] |
| ブルーリボン賞                                 | 2020年 | 第62回 | 監督賞                                      | 『天気の子』                              | ノミネート | [ 150 ] |
| 東京スポーツ映画大賞                           | 2017年 | 第26回 | 監督賞                                      | 『君の名は。』                            | ノミネート | [ 151 ] |
| 日本アカデミー賞                               | 2017年 | 第40回 | 優秀アニメーション作品賞                    | 『君の名は。』                            | 受賞       | [ 152 ] |
| 日本アカデミー賞                               | 2017年 | 第40回 | 優秀監督賞                                  | 『君の名は。』                            | 受賞       | [ 152 ] |
| 日本アカデミー賞                               | 2017年 | 第40回 | 最優秀脚本賞                                | 『君の名は。』                            | 受賞       | [ 152 ] |
| 日本アカデミー賞                               | 2017年 | 第40回 | 話題賞・作品部門                            | 『君の名は。』                            | 受賞       | [ 152 ] |
| 日本アカデミー賞                               | 2020年 | 第43回 | 最優秀アニメーション作品賞                  | 『天気の子』                              | 受賞       | [ 153 ] |
| 日本アカデミー賞                               | 2023年 | 第46回 | 優秀アニメーション作品賞                    | 『すずめの戸締まり』                      | 受賞       | [ 154 ] |
| ブリュッセル国際アニメーション映画祭           | 2017年 | 第36回 | 長編アニメーション観客賞                    | 『君の名は。』                            | 受賞       | [ 3 ]   |
| ジャパンエキスポアワード                       | 2017年 | -      | 審査員賞・アニメ部門ダルマドール            | 『君の名は。』                            | 受賞       | [ 155 ] |
| ジャパンエキスポアワード                       | 2017年 | -      | 最優秀監督ダルマ賞                          | 『君の名は。』                            | 受賞       | [ 155 ] |
| ジャパンエキスポアワード                       | 2017年 | -      | 最優秀脚本ダルマ賞                          | 『君の名は。』                            | 受賞       | [ 155 ] |
| ジャパンエキスポアワード                       | 2017年 | -      | 観客賞 最優秀映画・OVAダルマ賞              | 『君の名は。』                            | 受賞       | [ 155 ] |
| 東京アニメアワードフェスティバル               | 2017年 | -      | アニメ オブ ザ イヤー部門 監督・演出賞      | 『君の名は。』                            | 受賞       | [ 156 ] |
| SUGOI JAPAN Award                              | 2017年 | 第3回  | エンタメ小説部門                            | 『小説 君の名は。』                       | 1位        | [ 157 ] |
| カートゥーンズ・オン・ザ・ベイ                 | 2017年 | -      | 最優秀監督賞                                | 『君の名は。』                            | 受賞       | [ 3 ]   |
| カートゥーンズ・オン・ザ・ベイ                 | 2017年 | -      | 最優秀脚本賞                                | 『君の名は。』                            | 受賞       | [ 3 ]   |
| 日本映画批評家大賞                             | 2017年 | 第26回 | アニメーション部門・監督賞                  | 『君の名は。』                            | 受賞       | [ 158 ] |
| 藤本賞                                         | 2017年 | 第36回 | 藤本賞                                      | 『君の名は。』                            | 受賞       | [ 159 ] |
| クランチロール・アニメアワード                 | 2018年 | 第2回  | 最優秀長編アニメ賞                          | 『君の名は。』                            | 受賞       | [ 160 ] |
| クランチロール・アニメアワード                 | 2024年 | 第8回  | 最優秀長編アニメ賞                          | 『すずめの戸締まり』                      | 受賞       | [ 161 ] |
| トロント国際映画祭                             | 2019年 | 第44回 | スペシャル・プレゼンテーション部門          | 『天気の子』                              | 出品       | [ 3 ]   |
| アニメーション・イズ・フィルム・フェスティバル | 2019年 | 第3回  | 観客賞                                      | 『天気の子』                              | 受賞       | [ 3 ]   |
| ユートピアル                                   | 2019年 | 第20回 | 国際長編映画コンペティション部門 観客賞     | 『天気の子』                              | 受賞       | [ 3 ]   |
| TAMA映画賞                                     | 2019年 | 第11回 | 特別賞                                      | 『天気の子』                              | 受賞       | [ 162 ] |
| 野間出版文化賞                                 | 2019年 | 第1回  | -                                           | -                                         | 受賞       | [ 163 ] |
| ベルリン国際映画祭                             | 2023年 | 第73回 | コンペティション部門                        | 『すずめの戸締まり』                      | 出品       | [ 164 ] |
| 芸術選奨文部科学大臣賞                         | 2023年 | 第73回 | メディア芸術部門                            | 『すずめの戸締まり』                      | 受賞       | [ 64 ]  |
| ブリュッセル国際ファンタスティック映画祭       | 2023年 | 第41回 | 銀鴉賞                                      | 『すずめの戸締まり』                      | 受賞       | [ 165 ] |
| 信毎賞                                         | 2023年 | 第30回 | 第30回記念特別賞                            | -                                         | 受賞       | [ 166 ] |
| ゴールデングローブ賞                           | 2024年 | 第81回 | アニメ映画賞                                | 『すずめの戸締まり』                      | ノミネート | [ 167 ] |

## 提供作品
『秒速5センチメートル』の実写化作品が、2025年秋に公開予定として発表された。新海作品初の実写映像化作品となる。主演は『すずめの戸締まり』で宗像草太の声を演じたSixTONESの松村北斗、監督は奥山由之、脚本は鈴木史子が務める。